# Stejnopohlavní manželství ve Francii
Stejnopohlavní manželství je ve Francii legální od 18. května 2013. Francie se stala tak třináctou zemí na světě, která umožnila homosexuálním párům uzavírat právoplatné sňatky. Zákon se vztahuje jak na metropolitní Francii, tak i na francouzské zámořské departmenty.
Návrh zákona garantujícího párům stejného pohlaví právo na sňatek a společnou adopci dětí zpracovala a předložila Národnímu shromáždění socialistická vláda Jeana-Marca Ayraulta 7. listopadu 2012 za podpory prezidenta Françoise Hollandeho, který se zasazoval o legalizaci stejnopohlavního manželství již ve své prezidentské kampani. 12. února 2013 přijalo Národní shromáždění návrh v poměru hlasů 329:226. 12. dubna 2013 přijal návrh i Senát s pozměňovacími návrhy v poměru hlasů 171:165. Toto následovalo přijetí pozměňovacího návrhu Národním shromážděním 23. dubna 2013 v poměru hlasů 332:225. Přijetí nového zákona zbrzdila iniciativa konzervativní UMP, která jej dala k přezkumu Ústavnímu soudu. Ten jej 17. května 2013 podpořil. 17. května 2013 dostal nový zákon i prezidentský podpis a ihned následující den byl zveřejněn ve Sbírce zákonů Francouzské republiky. První oficiální stejnopohlavní svatba se konala 29. května ve městě Montpellier.

## Historie

### Mamère a stejnopohlavní manželství

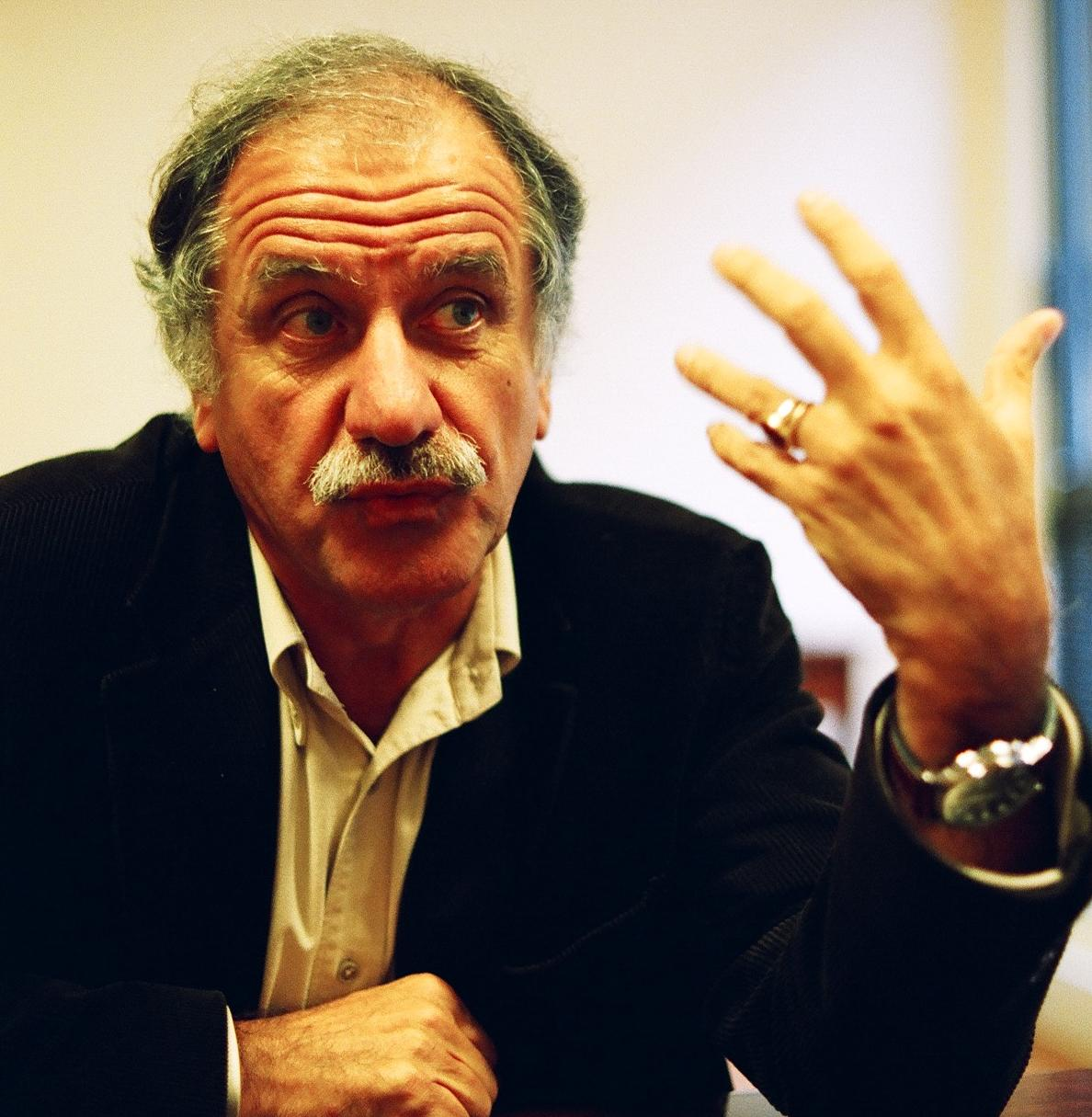
Noël Mamère ve své kanceláři v Národním shromáždění (2006)

5. června 2004 oddal bývalý prezidentský kandidát ze strany Europe Écologie – Les Verts Noël Mamère, starosta bordeauxského předměstí Bègles, dva muže Bertranda Charpentiera a Stéphana Chapina. Mamére Deklaroval, že francouzské právo nečiní žádné překážky k podnikání takových kroků, a že se hodlá v této věci odvolávat až na úroveň Evropského soudu pro lidská práva.
Francouzský ministr spravedlnosti Dominique Perben na to reagoval slovy, že by takové svazky neměly mít právní status, a požadoval úřední zásah proti takovým ceremoniálům. 27. července 2004 rozhodl bordeauxský soud, že uzavřené manželství nemá žádné právní následky. Veřejný ochránce práv reprezentující vládu v této věci argumentoval s odvoláním se na občanské právo, které po léta definuje manželství jako svazek složený z manžela a manželky, což jednoznačně vyvolává potřebu přítomnosti dvou osob různého pohlaví. 19. dubna 2005 potvrdil odvolací soud rozhodnutí soudu nižší instance v Bordeaux. 14. března 2007 odmítnul Nejvyšší správní soud Francouzské republiky kasační stížnost Charpantiera a Chapina. 9. června 2016 potvrdil Evropský soud pro lidská práva, že rozhodnutí o neplatnosti manželství Charpantiera s Chapinem nijak neodporovalo Úmluvě o ochraně lidských práv a základních svobod.

#### Reakce
Krátce po gay svatbě zahájil ministr vnitra Dominique de Villepin proti Mamérovi disciplinární řízení. Mamére byl následně na měsíc suspendován. Místní správní soud rozhodl, že Mamèrova suspendace byla oprávněná. Mamère posléze oznámil, že se nehodlá odvolávat (Mamère se taktéž neúspěšně pokusil převzít rozhodnutí soudu a odvolat se s ním k Radě států); oba došli k závěru, že soudní rozhodnutí nebylo ze závažných důvodů opodstatněné.
11. května 2004 předseda Socialistické strany François Hollande oznámil, že se pokusí ve své straně získat podporu pro zpracování návrhu zákona, který by zlegalizoval stejnopohlavní sňatky. Jiní předsedové politických stran jako je například bývalý premiér Lionel Jospin veřejně odmítali stejnopohlavní manželství. Hollandeův spojenec Ségolène Royalová v tu samou dobu řekla, že dříve o vhodnosti stejnopohlavního manželství pochybovala, ale momentálně jej plně podporuje.

### Zpráva parlamentu z r. 2006
25. ledna 2006 byla v parlamentu zveřejněná „Zpráva o právech rodiny a dětí“. Ačkoliv se parlamentní komise shodly na tom, že by se měla práva plynoucí z Občanského paktu solidarity rozšiřovat, nebyla tehdejší politická scéna možnosti manželství osob stejného pohlaví stále přikloněná. Všeobecně se trvalo na stálé výlučnosti manželství coby svazku muže a ženy, stejně tak i adopčních práv a přístupu k asistované reprodukci pouze pro heterosexuální páry. Někteří politici byli taktéž toho názoru, že zpřístupnění těchto tří institucí stejnopohlavním párům by mohlo odporovat některým konvencím OSN, zejména Úmluvě o právech dítěte, jejímž signatářem je také Francie. Fakt, že mnoho jiných národů už takto rozšířilo LGBT práva, byl opomenut. S odvoláním se na lidská práva dětí zpráva argumentovala tím, že děti mají svá určitá práva, která převyšují práva dospělých, a že absolutně nepřijatelné tato práva porušovat. Z důvodu nízké podpory se rozhodli levicoví členové parlamentu zprávu stáhnout.

### Rozhodnutí ústavní rady z r. 2011
Francouzské LGBT organizace se s přesvědčením, že znepřístupnění institutu manželství homosexuálním párům je v rozporu s ústavou, daly podnět k ústavní radě, jehož předmětem byl přezkum článků občanského práva. 28. ledna 2011 rada rozhodla, že právo na uzavření manželství není ústavou garantované, a že rozhodování v otázce legalizace stejnopohlavního manželství náleží pouze zákonodárcům.

### Návrh zákona z r. 2011
14. června 2011 hlasovalo Národní shromáždění v poměru hlasů 293:222 proti legalizaci stejnopohlavního manželství. Poslanci vládnoucí strany Unie pro lidové hnutí hlasovali zpravidla proti, zatímco poslanci Socialistické strany hlasovali naopak spíše pro. Socialisté tehdy začlenili legalizaci stejnopohlavního manželství do svého volebního programu v nadcházejících volbách.

### Návrh zákona z let 2012–2013
Legalizaci stejnopohlavního manželství a adopce dětí homosexuálními páry deklaroval jako jednu z 60 vládních priorit ve své předvolební kampani socialistický kandidát na prezidenta François Hollande. 6. května 2012 zvítězil Hollande ve volbách. Legalizaci stejnopohlavního manželství naplánoval na začátek jara 2013. 17. června získala Hollandova strana většinu ve Shromáždění. Ten čas při příležitosti Dne hrdosti oznámil vládní mluvčí Najat Vallaud-Belkacem, že návrh zákona o rovném manželství bude přijat nejpozději na jaře 2013. 3. července sdělil francouzský premiér Jean-Marc Ayrault tisku, že manželství a adopce se stanou realitou v prvním pololetí roku 2013. Návrh zákona byl parlamentu předložen 7. listopadu 2012.
2. února 2013 schválilo Národní shromáždění první článek návrhu, který legalizoval stejnopohlavní manželství v poměru hlasů 249:97. Diskuse na toto téma zabrala několik dní a odpůrci nového zákona podali 5000 pozměňovacích návrhů, aby tuto zpomalili přijetí této části. 12. února 2013 přijalo Národní shromáždění celý návrh zákona v poměru hlasů 329:229 a postoupilo jej Senátu.
4. dubna 2013 zahájil Senát diskusi na téma nového zákona a o pět dní později schválil jeho první článek v poměru hlasů 179:157. 12. dubna přijal Senát celý návrh zákona s nepatrnými pozměňovacími návrhy v poměru hlasů 171:165. Pozměněnou verzi zákona o rovném manželství následně přijalo Národní shromáždění v poměru hlasů 331:225.
Opoziční strana UMP okamžitě nový zákona okamžitě napadla u Ústavní rady. 17. května 2013 rozhodla Rada, že je zákon ústavní. Ten samý den jej podepsal i prezident Hollande. Publikován byl 18. května 2013. První homosexuální svatba se konala 29. května ve městě Montpellier.

## Rozsah
Přijetí nového zákona vyvolalo rozpory, zda jej také aplikovat na státní příslušníky Alžírska, Bosny a Hercegoviny, Kambodži, Kosova, Laosu, Černé Hory, Maroka, Polska, Srbska, Slovinska a Tuniska z důvodu existujících vzájemných dohod, podle nichž má v těchto aspektech přednost před francouzskými zákony země původu. Kasační soud následně v září 2015 rozhodl, že ustanovení těchto dohod je z důvodu diskriminace v rozporu s francouzským právem.

## Manželské statistiky

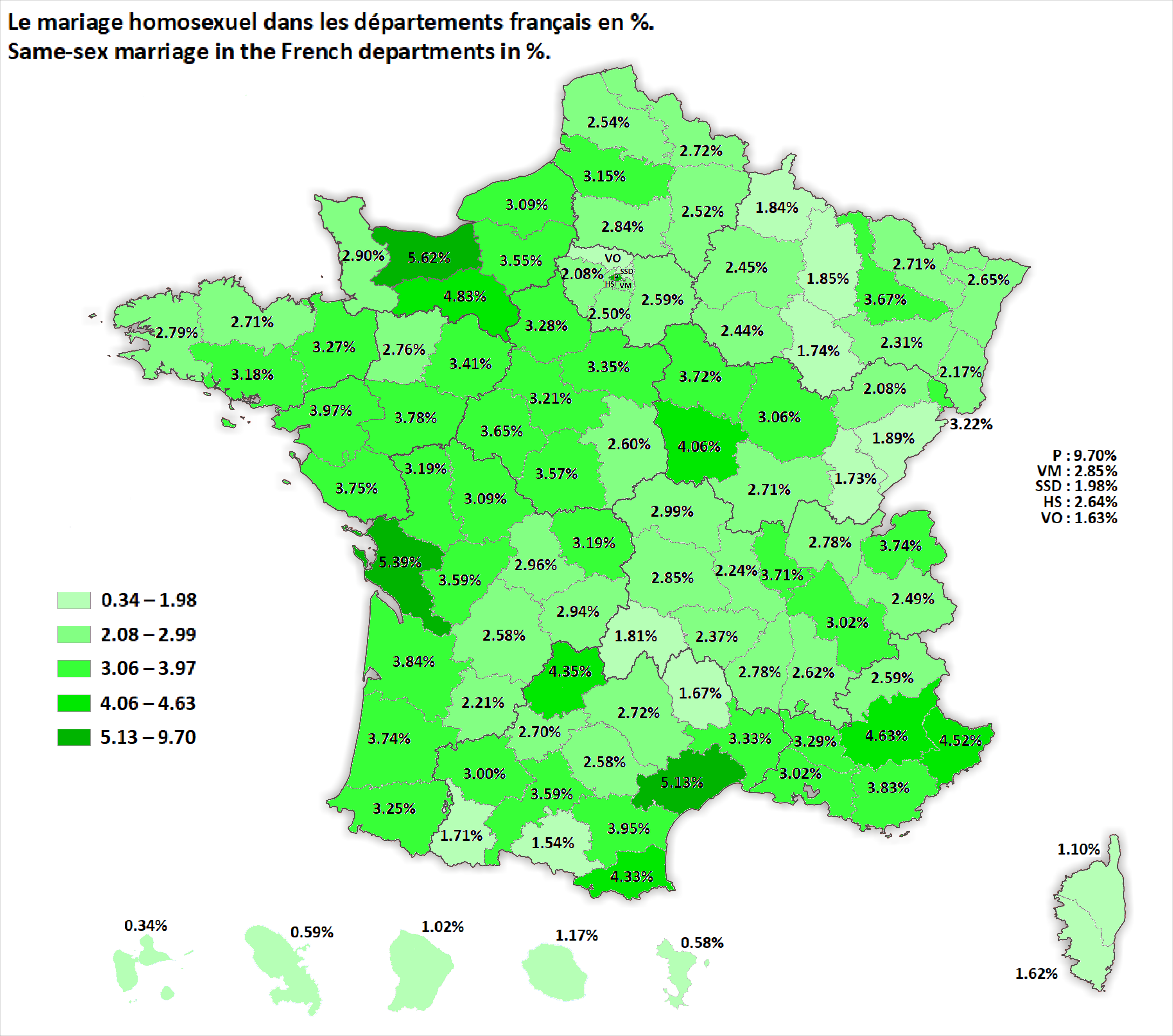
Statistika ukazující procenta počtu stejnopohlavních manželství

V r. 2013 následujíc po uzákonění sňatků osob stejného pohlaví, které se staly účinnými 29. května, bylo ve Francii oddáno 7 tisíc homosexuálních párů. Celkový poměr homosexuálních manželství vůči heterosexuálním byl tou dobou 3 %, přičemž na každých 5 připadají tři mužské páry.
V r. 2014 bylo ve Francii uzavřeno již 10 tisíc stejnopohlavních manželství, což je 4 % podíl na všech uzavřených manželství téhož roku. 54 % těchto manželství je gay a zbývajících 46 % lesbických. V poslední době nejméně 6 000 francouzských obcí oslavilo minimálně jednu stejnopohlavní svatbu. 1331 homosexuálních párů bylo oddáno v Paříži, což je 13,5 % ze všech manželství uzavřených ve francouzské metropoli.
V r. 2015 bylo ve Francii oddáno celkem 7 751 homosexuálních párů, což jsou 3,4 % všech manželství. Ten samý rok se uskutečnilo 7 017 svatebních obřadů párů stejného pohlaví vstupujících do občanského paktu solidarity. V r. 2016 bylo v zemi uzavřeno 7 000 stejnopohlavních manželství, což jsou 3 % ze všech manželství. Kromě toho bylo uzavřeno 7 102 občanských paktů solidarity.
Od května 2013 do prosince 2016 bylo ve Francii uzavřeno celkem 32 640 stejnopohlavních sňatků.
V roce 2017 uzavřelo ve Francii manželství přibližně 7000 homosexuálních párů.

### Zámořská teritoria a departmenty
Do února 2014 se v Nové Kaledonii uzavřelo 11 stejnopohlavních manželství, což činí 1,7 % ze všech manželství. 9 z těchto obřadu se uskutečnilo v Jižní Provincii a zbývající 2 v Severní Provincii.
První homosexuální svatba ve Francouzské Polynésii se odehrála na ostrově Moorea v červenci 2013. Na Réunionu byl první homosexuální svatební obřad uskutečněn v červenci 2013 ve městě Saint-Paul. V Mayotte byl první homosexuální pár oddán v září 2013 v Mamoudzou, největším městě departmentu. Jednalo se o historický okamžik, kdy bylo manželství párů stejného pohlaví uznáno jurisdikcí s islámskou většinou.
První homosexuální svatba na Guadeloupe se odehrála v červenci 2013 ve městě Saint-Anne. Na Martiniku a Svatém Martinu se první svatby párů stejného pohlaví odehrála v červnu a říjnu 2013. Na Saint Pierru a Miquelonu byl první homosexuální pár oddán v březnu 2014. V srpnu 2013 se uskutečnila první homosexuální svatba ve Francouzské Guyaně. Místem konání bylo město Saint-Laurent-du-Maroni.

## Veřejné mínění
Průzkumy veřejného mínění obecně zaznamenávají podporu francouzské společnosti k legalizaci stejnopohlavního manželství:
- Průzkum Ifop z r. 1996 ukázal 48 % podporu stejnopohlavnímu manželství a 33 % odpor.[55]
- Průzkum Gallup z r. 2003 ukázal 58 % podporu stejnopohlavnímu manželství.[56]
- Podle statistiky Ipsos z května 2004 podporuje 57 % Francouzů stejnopohlavní manželství, zatímco 38 % je proti. Větší míra podpory 75 % byla zaznamenána u věkové skupiny do 35 let. Nicméně pouze 40 % podporovalo adopční práva, ačkoli 56 % mladé generace (do věku 35 let) bylo pro.[57]
- Statistika Ifop z r. 2004 shledala 64 % podporu stejnopohlavnímu manželství a 49 % podporu plným adopčním právům.[55]
- Eurobarometr z r. 2006 shledal, že 48 % Francouzů podporuje legalizaci stejnopohlavního manželství v celé Evropě, čímž Francie v tomto měřítku překročila o 4 % průměr EU. Podpora plným adopčním právům byla 35 %, což je o 3 % víc, než je průměr EU.[58]
- Výzkum Ipsos shledal, že 61 % respondentů podporuje civilní sňatky pro stejnopohlavní páry.[59]
- Statistika TNS-Sofres z června 2006 shledala 45 % podporu stejnopohlavnímu manželství s 51 % odporem. 36 % podporovalo adopce dětí homosexuálními páry.[59]
- Výzkum Ifop z června 2008 shledala, že 62 % Francouzů podporuje stejnopohlavní manželství, zatímco 38 % je proti. 51 % podporovalo plná adopční práva. Větší podpora 77 % byla znát ve věkové skupině 25-34 let.[60]
- Průzkum BVA z listopadu 2009 shledal 64 % podporu stejnopohlavnímu manželství. Mimo jiné byla také poprvé získána většinová podpora ze strany pravicově orientovaných voličů. 57 % podporovalo plná adopční práva (podpora 68 % byla ve věkové skupině 18-25 let).[61]
- Statistika Crédoc z července 2010 objevila 61 % podporu stejnopohlavnímu manželství a 48 % odpor.[62]
- Průzkum z ledna 2011 TNS-Sofres zjistil 58% podporu stejnopohlavního manželství s 35 % odmítáním. U respondentů mladších 35 let byla podpora 74 %. 49 % podporovalo plná adopční práva pro homosexuální páry.[63]
- Ifop z června 2011 shledal 63 % podporu respondentů stejnopohlavnímu manželství a 58 % podporu adopčním právům pro stejnopohlavní páry.[64]
- BVA z prosince 2011 shledala 63 % podporu legalizaci stejnopohlavního manželství a 56 % adopčním právům pro páry stejného pohlaví.[65]
- Ifop z června 2012 objevil 65 % podporu respondentů pro stejnopohlavní manželství a 53 % pro adopce.[66]
- Ifop ze srpna 2012 shledal, že 65 % respondentů podporuje stejnopohlavní manželství, zatímco 53 % je pro plná adopční práva homosexuálních párů.[66]
- Ifop z října 2012 objevil 61 % podporu respondentů pro stejnopohlavní manželství a 48 % pro adopční práva stejnopohlavních párů.[67]
- BVA z října 2012 shledala, že 58 % respondentů podporuje stejnopohlavní manželství, zatímco 50 % je pro adopční práva homosexuálních párů.[68]
- Výzkum CSA z prosince 2012 shledal, že 54 % respondentů podporuje stejnopohlavní manželství, zatímco 48 % je pro adopce páry stejného pohlaví.[69]
- Ifop z prosince 2012 shledal, že 60 % respondentů podporuje stejnopohlavní manželství a 46 % je pro plná adopční práva homosexuálních párů.[70]
- Výzkum provedení mezi prosincem 2012 a lednem 2013 shledal, že 47 % respondentů je pro stejnopohlavní manželství, zatímco pouze 38 % by podpořilo plná adopční práva homosexuálních párů.[71]
- Ifpop z ledna 2013 shledal, že 60 % respondentů je pro stejnopohlavní manželství, zatímco 46 % je pro adopční práva homosexuálních párů.[72]
- Výzkum OpinionWay z ledna 2013 shledal, že 57 % respondentů podporuje manželství párů stejného pohlaví, ale pouze 45 % by párům stejného pohlaví přiznalo plná adopční práva.[73]
- Ifop z ledna 2013 shledal, že 63 % respondentů je pro stejnopohlavní manželství, zatímco 49 % by podpořilo i plná adopční práva pro homosexuální páry.[74]
- Ifop z února 2013 shledal, že 66 % respondentů podporuje stejnopohlavní manželství, zatímco 47 % plná adopční práva stejnopohlavních párů.[75]
- BVA z dubna 2013 shledala, že 58 % respondentů podporuje stejnopohlavní manželství, zatímco pouze 47 % by homosexuálním párům přiznalo plná adopční práva.[76]
- Průzkum Ifop/Atlantico z dubna 2013 shledal, že 51 % respondentů podporuje stejnopohlavní manželství a adopce dětí páry stejného pohlaví.[77]
- Ifop z dubna 2013 shledal, že 53 % podporuje nový zákon o sňatcích párů stejného pohlaví a adopcích dětí páry stejného pohlaví.[78]
- Ipsos z května 2013 shledal, že 51 % respondentů podporuje stejnopohlavní manželství a dalších 29 % podporuje jinou formu uznání stejnopohlavních svazků.[79]
- Ifop z května 2013 shledal, že 52 % respondentů podporuje stejnopohlavní manželství a adopční práva párů stejného pohlaví.[80]
- Ifop poll for Atlantico z května 2013 shledal, že 53 % respondentů podporuje stejnopohlavní manželství a adopční práva párů stejného pohlaví.[81]
- BVA z února 2014 shledala, že 61 % respondentů podporuje stejnopohlavní manželství a 50 % je pro plná adopční práva stejnopohlavních párů.[82]
- BVA z dubna 2014 shledala, že 55 % respondentů podporuje stejnopohlavní manželství a 48 % podporuje adopční práva párů stejného pohlaví.[83]
- Průzkum iTélé ze září 2014 shledal, že 73 % respondentů, včetně 56 % voličů UMP, je proti zrušení zákona o stejnopohlavním manželství.[84]
- Ifop uskutečněný mezi zářím a říjnem 2014 shledal, že 57 % respondentů je proti zrušení zákona o stejnopohlavním manželství a adopcích dětí páry stejného pohlaví.[85]
- Ifop poll for Atlantico z listopadu 2014 shledal, že 68 % respondentů je pro stejnopohlavní manželství a 53 % pro plná adopční práva párů stejného pohlaví.[86]
- Eurobarometr z května a června 2015 došel k závěru, že 71 % Francouzů podporuje legalizaci stejnopohlavního manželství napříč celou Evropou, zatímco 24 % je proti.[87]
- BVA z června 2015 shledala, že 67 % respondentů je pro stejnopohlavní manželství a 57 % pro homoparentální osvojování. Dále 64 % respondentů je proti přezkumu legislativy z r. 2013.[88]
- Ifop poll for the Association of Homosexual Families (ADFH) shledal, že 65 % respondentů odmítá zrušení zákona z r. 2013.[89]